# Quintus Volusius Saturninus (consul en 92)

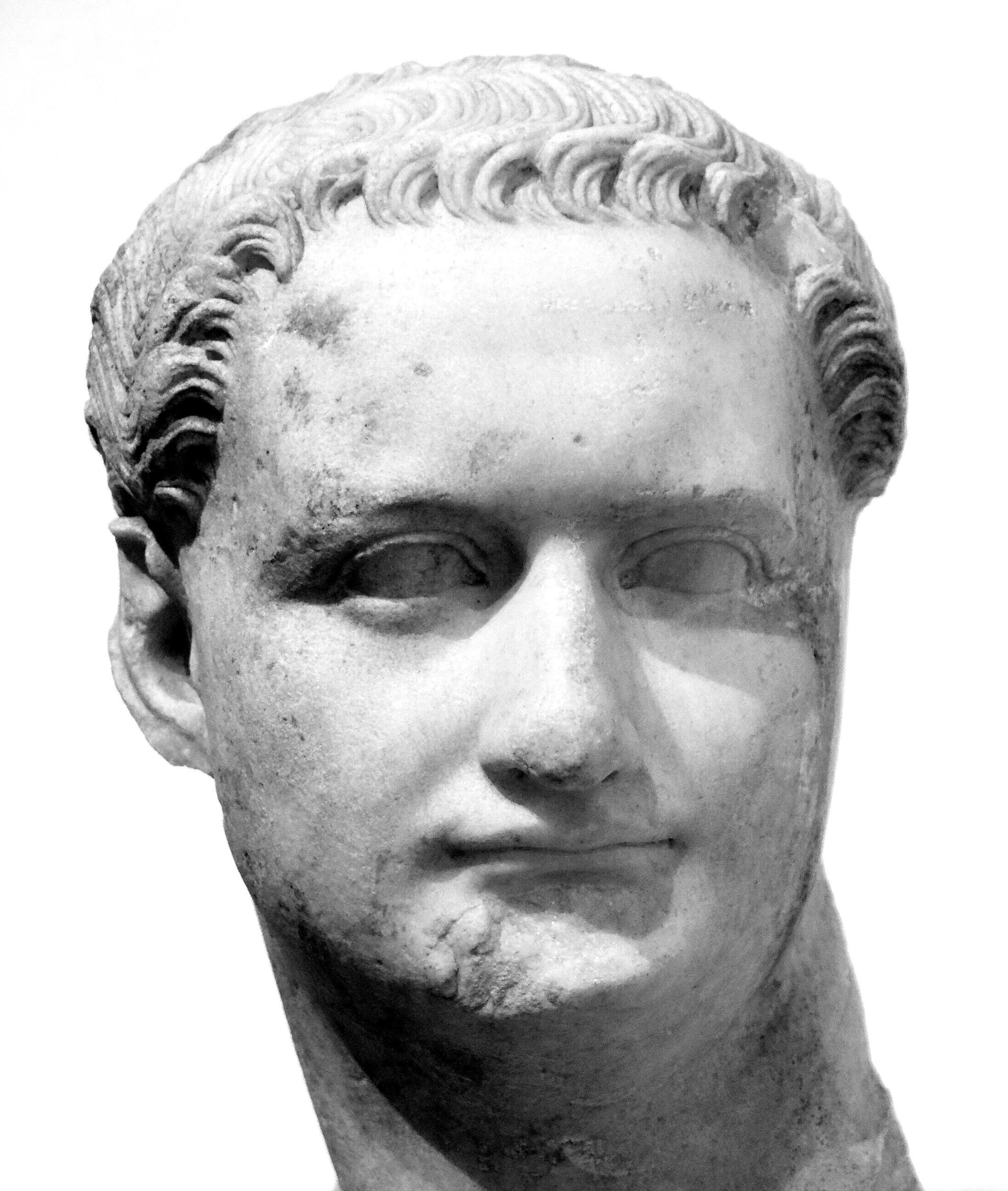
L'empereur Domitien, avec qui Quintus Volusius Saturninus est consul en 92.

Quintus Volusius Saturninus est un sénateur romain du Ier siècle, consul éponyme en 92 avec l'empereur Domitien.

## Biographie
Son père est Quintus Volusius Saturninus, consul éponyme en 56 sous Néron, et il a un frère, Lucius Volusius Saturninus, consul éponyme en 87 aux côtés de Domitien. D'autres membres de sa famille sont consuls sous Auguste.
En l'an 92, cinq ans après son frère, il devient consul éponyme aux côtés de l'empereur Domitien.
Il est peut-être membre du collège des Frères Arvales vers 119.
Quintus Volusius Flaccus Cornelianus, consul en 174, était son rélatif.